# Everaldo Stum
Everaldo Stum (* 5. Juli 1991 in Garibaldi) ist ein brasilianischer Fußballspieler. Er spielt rechtsfüßig auf der Position eines Stürmers.

## Karriere
Everaldo erhielt seine fußballerische Ausbildung beim CE Bento Gonçalves und Grêmio FBPA. Bei Grêmio gelang ihm 2011 der Sprung in den Profikader, konnte sich hier aber nicht etablieren und stand bis 2014 meist nur in der Staatsmeisterschaft von Rio Grande do Sul im Kader des Klubs. Für die Spiele in der nationalen Meisterschaft wurde er an andere Klubs ausgeliehen. Sein Debüt als Profi gab er in der Série A am 33. Spieltag der Meisterschaft 2011. In dem Treffen bei Atlético Mineiro wurde er in der 85. Minute für Mário Fernandes eingewechselt. Im Zuge der Staatsmeisterschaft 2014 gelang Everaldo sein erstes Tor als Profi. Im Auswärtsspiel bei Bento Gonçalves traf er in der 49. Minute zum zwischenzeitlichen 3:0 (Endstand-3:1). Nach Austragung der Staatsmeisterschaft 2015 wechselte der Spieler Anfang Mai zum Figueirense FC, an welchen er bereits im Vorjahr zur Série A 2014 ausgeliehen war. In der Meisterschaft war ihm auch der erste Treffer in obersten Spielklasse gelungen. Am 29. Mai 2014, dem achten Spieltag der Saison, traf er in der 22. Minute beim Spiel beim CR Flamengo zum 1:1-Endstand.
Everaldo konnte sich bei Figueirense nicht durchsetzen und er verließ Ende Juli den Klub wieder. Für den Rest des Jahres ging er zum Paysandu SC in die Série B. Bereits im Folgejahr ging seine Reise weiter. Nach dem für zwei weitere Klubs seiner Heimat spielte, ging er im Juli 2016 nach Saudi-Arabien zum al-Faisaly FC. In dem Land blieb er nur bis Jahresanfang 2017. Everaldo ging in seine Heimat zurück, wo er in der Saison zunächst für Grêmio Novorizontino und Atlético Goianiense antrat.
Im Juli 2017 wechselte er nach Mexiko zum Querétaro Fútbol Club. Der Vertrag erhielt eine Laufzeit über drei Jahre. Everaldo wurde zum Jahresanfang 2019 nach Brasilien an Chapecoense ausgeliehen. Zum Jahresanfang 2020 ging er erneut ins Ausland. Seine nächste Station wurde der Kashima Antlers in Japan. In seinem ersten Jahr in Japan wurde in die J.League Best XI gewählt.
Ende Dezember 2022 wurde seine Rückkehr nach Brasilien bekannt. Hier erhielt er einen Kontrakt beim EC Bahia. Der Vertrag erhielt eine Laufzeit bis 2025. Zum Anfang des Jahres 2025 wechselte Everaldo nach Rio de Janeiro, wo er einen Kontrakt beim Fluminense FC unterzeichnete. Dieser erhielt eine Laufzeit bis Jahresende 2026.

## Erfolge
Bahia
- Staatsmeisterschaft von Bahia: 2023

Auszeichnungen
- Torschützenkönig Staatsmeisterschaft von Alagoas: 2013[11]
- J.League Best XI: 2020
- Torschützenkönig Kaiserpokal: 2021